# Abies sachalinensis var. mayriana
Abies sachalinensis var. mayriana Miyabe & Kudô, è una varietà naturale di A. sachalinensis appartenente alla  famiglia delle Pinaceae, endemica dell'isola di Hokkaidō, in Giappone, e dell'isola di Sachalin, in Russia asiatica.

## Etimologia
Il nome generico Abies, utilizzato già dai latini, potrebbe, secondo un'interpretazione etimologica, derivare dalla parola greca ἄβιος = longevo. Il nome specifico sachalinensis si riferisce all’isola in cui venne "descritta" per la prima volta. L'epiteto mayriana fu assegnato in memoria del botanico tedesco Heinrich Mayr.

## Descrizione
Questa varietà differisce da A. sachalinensis per la corteccia che rimane liscia anche in età avanzata e per le brattee dei coni femminili, che sono esposte e piegate all'indietro. La corteccia è di colore grigio-biancastro e i coni sono purpurei da immaturi, con brattee verdastre che diventano color marrone chiaro a maturazione.

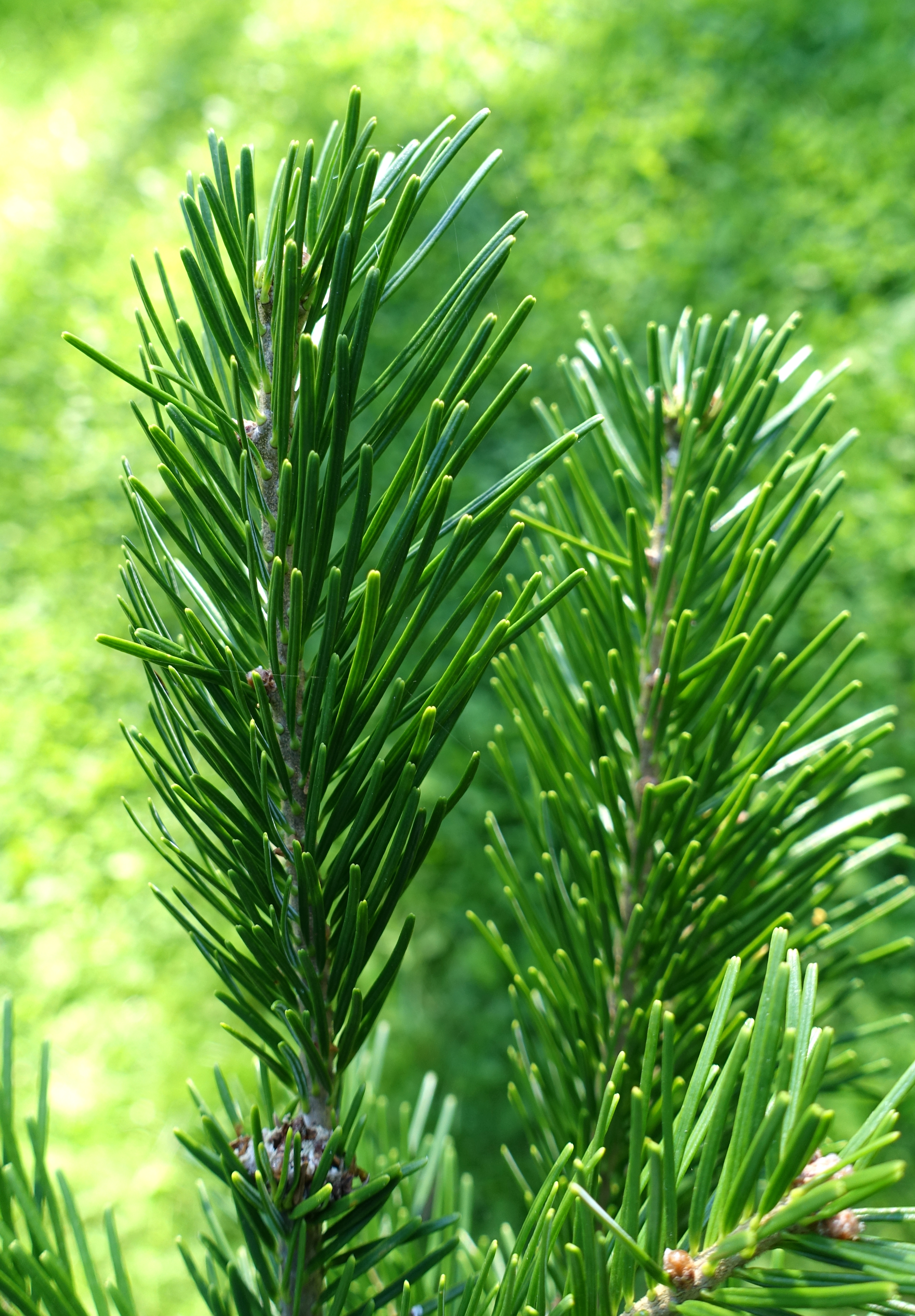
Aghi

## Distribuzione e habitat
Cresce in un areale sovrapposto alla specie nominale, ad altitudini comprese tra il livello del mare e i 1200 m.

## Usi
Essendo il suo legno di bassa qualità e non adatto in edilizia, viene utilizzata prevalentemente nell'industria cartaria. Molto comune in Asia orientale come albero ornamentale, anche se necessita di climi freddi (per tale motivo la sua presenza nei giardini botanici europei è minore).

## Conservazione
Questa varietà è stata sottoposta ad uno sfruttamento intensivo in Hokkaido dal 1980 al 2000, tuttavia il declino complessivo è modesto e pertanto viene classificata come specie a rischio minimo (least concern in inglese) nella Lista rossa IUCN.